# Live in Europe (Otis Redding)
Live in Europe è un album live di Otis Redding, pubblicato dalla Volt Records nel 1967. Il disco fu registrato il 21 marzo dello stesso anno all'Olympia Theatre di Parigi (Francia), in occasione del tour europeo degli artisti della Stax/Volt (quali Sam & Dave, Booker T. & the MG's, Eddie Floyd).

## Tracce
Lato A
1. Respect – 3:00 (Otis Redding)
2. Can't Turn You Loose – 3:20 (Otis Redding, William Robinson, Steve Cropper)
3. I've Been Loving You Too Long (to Stop Now) – 3:40 (Otis Redding, Jerry Butler)
4. My Girl – 2:44 (Ronald White, William Robinson)
5. Shake – 2:51 (Sam Cooke)

Lato B
1. Satisfaction – 2:53 (Mick Jagger, Keith Richards)
2. Fa-Fa-Fa-Fa-Fa (Sad Song) – 3:37 (Otis Redding, Steve Cropper)
3. These Arms of Mine – 2:57 (Otis Redding)
4. Day Tripper – 2:54 (John Lennon, Paul McCartney)
5. Try a Little Tenderness – 5:00 (Jimmy Campbell, Reg Connelly, Harry Woods)

## Musicisti
- Otis Redding - voce
- Booker T. Jones - organo
- Steve Cropper - chitarra
- Donald Dunn - basso
- Al Jackson Jr. - batteria
- Wayne Jackson - tromba
- Andrew Love - sassofono tenore
- Joe Arnold - sassofono tenore